# Hadi Al-Mutif
Hadi Al-Mutif est un Saoudien qui a passé près de seize ans dans le couloir de la mort pour apostasie dans son pays.

## Biographie
En 1993, alors adolescent, il est une recrue dans une académie militaire à Najran. Accusé d'avoir proféré une phrase insultant le prophète Mahomet, il est arrêté, et condamné à mort en 1996. Des « avocats et experts » rapportent que le juge est « mal-intentionné à l'encontre des musulmans ismaélites », minorité à laquelle appartient Al-Mutif, et que le procès n'est « ni juste, ni transparent ». La Commission américaine sur la liberté religieuse dans le monde (en), commission gouvernementale, décrit le procès comme « un cas classique où un membre d'une minorité religieuse perçue d'un mauvais œil est prise pour cible par les autorités et reçoit une punition excessivement sévère de la part d'un système judiciaire défectueux ».
Joint par Human Rights Watch en prison, Al-Mutif affirme qu'avant son procès il a été torturé jusqu'à avoir des hallucinations ; que le juge ne l'a pas autorisé à plaider non coupable ; que lorsqu'il a voulu remettre en cause les affirmations d'un témoin, un policier l'a frappé violemment à la tête en présence du juge ; et que le juge a nié que les Ismaélites soient musulmans. Il fait appel, mais le président de la cour d'appel réitère que les Ismaélites ne sont pas des musulmans, et confirme la peine de mort. En 1998, le Haut Conseil judiciaire, qui examine toutes les condamnations à mort, confirme la peine, jugeant que « la mort est le seul châtiment possible pour ce crime ». Human Rights Watch en 2006 demande au roi Abdallah ben Abdelaziz Al Saoud de gracier Al-Mutif, faisant valoir notamment que le juge en première instance n'a pas permis à Al-Mutif de se défendre, ne l'a pas autorisé à avoir un avocat, ne l'a pas permis d'interroger les témoins qui l'accusaient, et n'a pas examiné les plaintes formulée par Al-Mutif pour torture à l'encontre de ses geôliers. 
En 1999, Al-Mutif est hospitalisé pour troubles psychiques pendant six mois ; un panel de psychiatres le décrivent comme dépressif depuis l'enfance, et attestent qu'il n'est « pas responsable de ses actes ». De retour en prison, il ne reçoit aucune aide médicale. En 2001, un comité judiciaire spécial nommé par le roi pour examiner son cas à la lumière de ce diagnostic confirme une nouvelle fois la peine de mort, estimant : « Que vous soyez responsable ou non, vous devez servir d'exemple pour les autres ». Néanmoins, il demeure dans le couloir de la mort tant que son exécution n'est pas confirmée par le roi.
En 2007, Al-Mutif fait parvenir une vidéo à la chaîne Al-Hurra, pour alerter l'opinion sur son cas ; dans la vidéo, il critique le système judiciaire saoudien, et les violations des droits de l'homme dans son pays,. Il est alors puni en étant placé en isolement carcéral. Cinq jours plus tard, il tente de se suicider. Il est ravivé, placé à nouveau en isolement carcéral, et tente immédiatement de se suicider à nouveau. Il est hospitalisé, puis placé une nouvelle fois en isolement carcéral.
Il est gracié par le roi Abdallah en février 2012, après avoir exprimé sa repentence et son remords auprès du Grand Mufti Abdul Aziz ash-Shaykh, et après plus de dix-sept ans en prison, dont la majeure partie dans le couloir de la mort,,,. Quelques jours plus tard, la communauté internationale s'inquiète du sort du journaliste saoudien Hamza Kashgari, qui vient d'être arrêté pour des messages sur Twitter jugés blasphématoires, pour lesquels il pourrait encourir la peine de mort.